# كوم أبو بلو
كوم أبو بلو أو Terenuthis كانت مدينة في مصر القديمة تقع حاليا غرب الدلتا بين القاهرة والإسكندرية. في العصور القديمة كانت تضم مدينة مكفت والتي كانت شهيرة لعبادة لإلهة حتحور، والتي عرفت بالبرديات اليونانية في القرن الأول.
الموقع، في حالة جيدة، يحوي معبد، ومقبرة وورش عمل ومنطقة حضرية كبيرة. وهو موضوع دراسات أثرية يجريها المعهد الفرنسي للآثار الشرقية بالتعاون مع جامعة ليل 3 وذلك منذ سنة 2012.

## صور

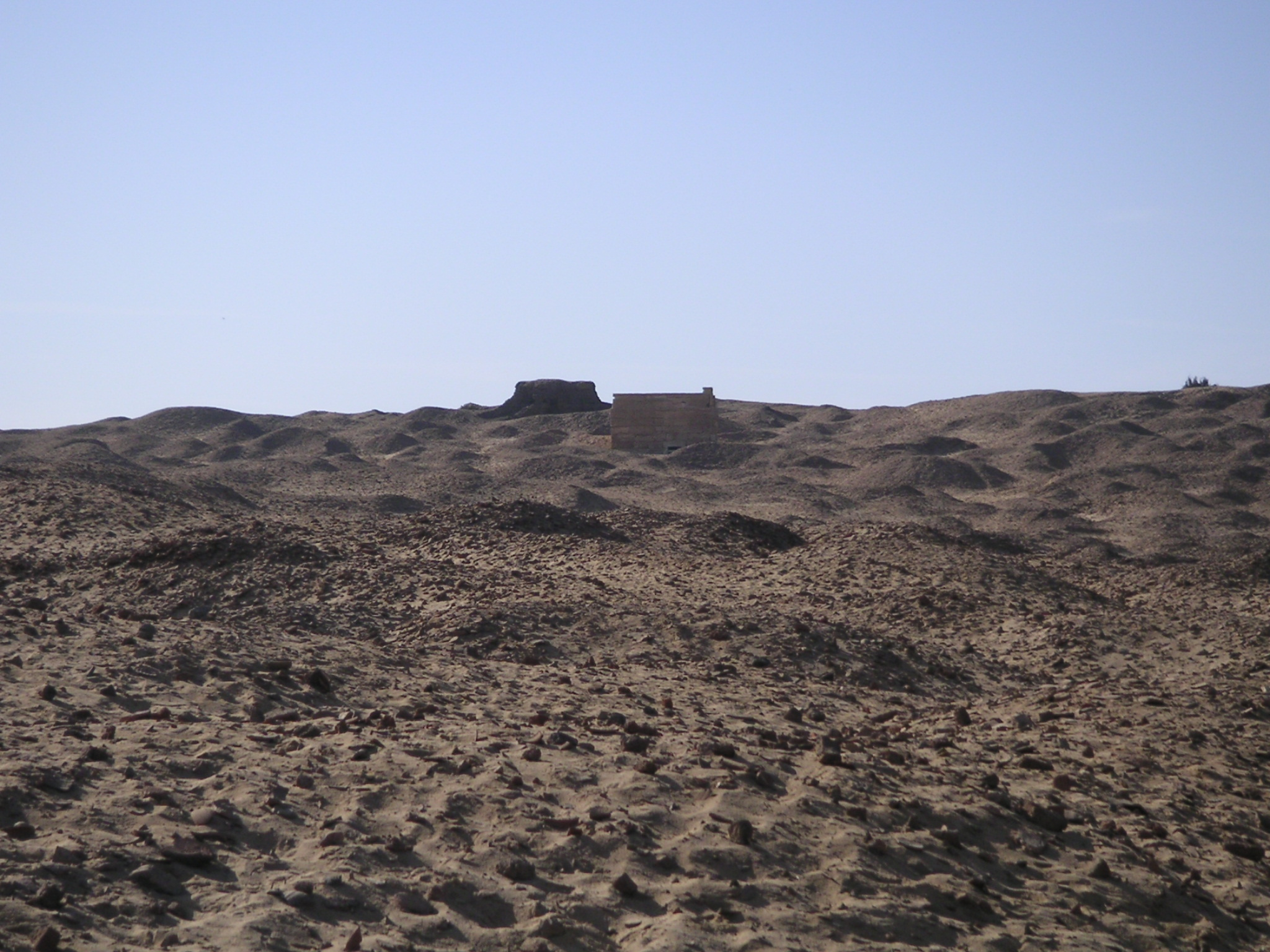
منظر عام لكوم أبو بلو - المقبرة في العصر اليوناني-الروماني
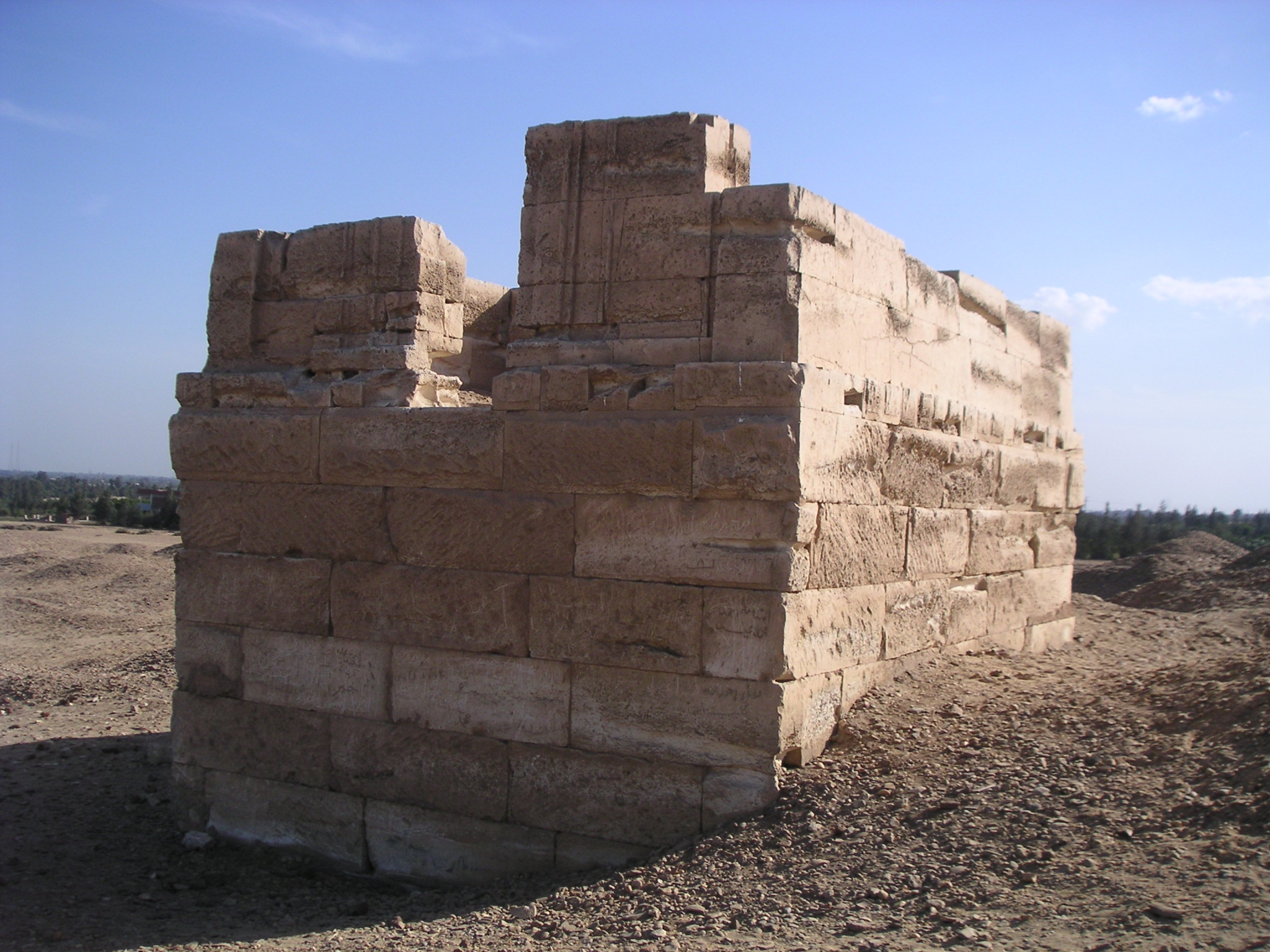
قبر-معبد من مقبرة Terenuthis - العصر اليوناني-الروماني
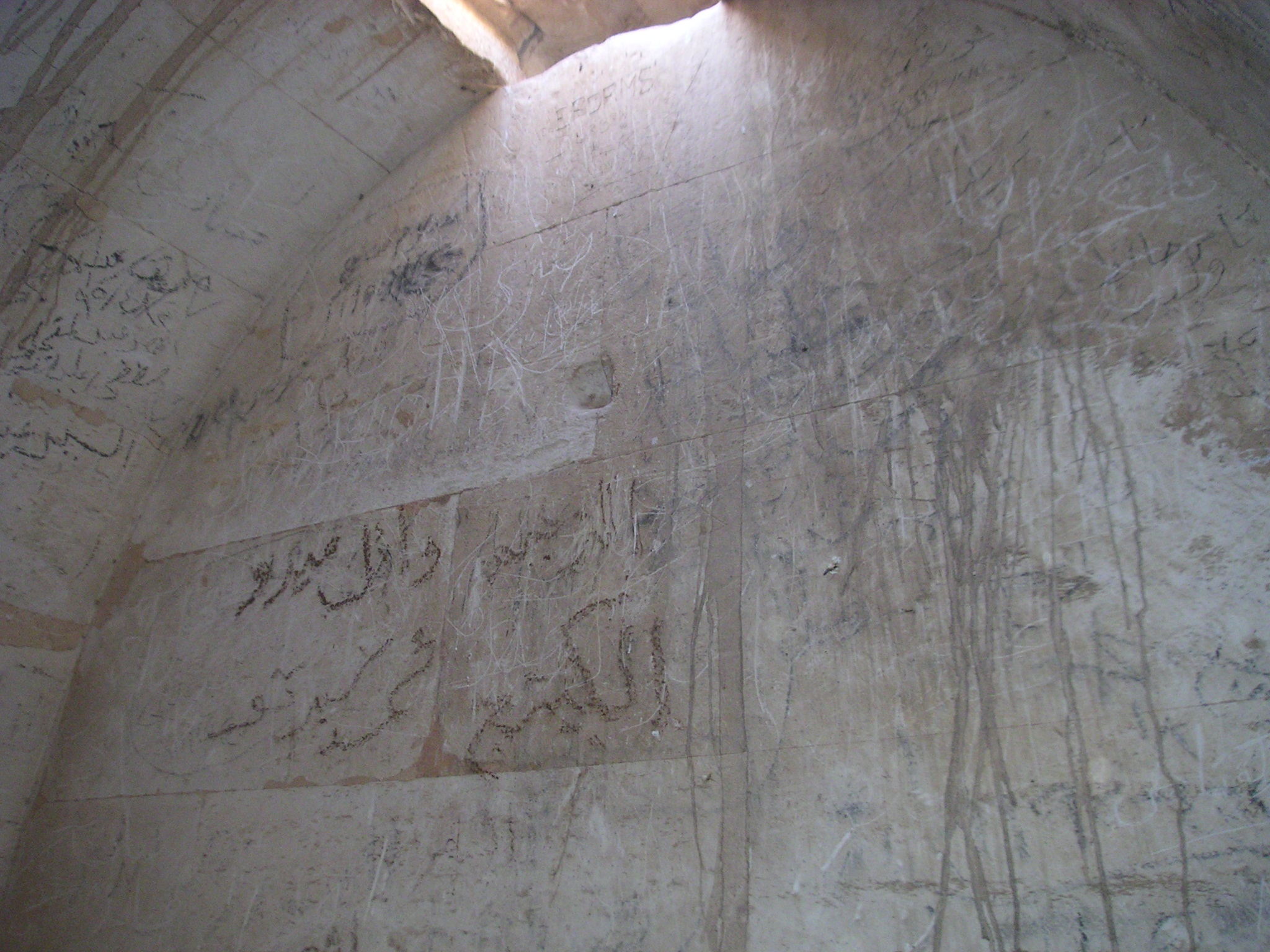
منظر لقبو من قبر في مقبرة Terenuthis - العصر اليوناني-الروماني